# Maria Grazia Chiuri
Maria Grazia Chiuri, née à Rome en février 1964, est une styliste italienne. Après Fendi, elle passe dix-sept ans chez Valentino avant d'être nommée directrice artistique de Dior en 2017, jusqu'à son départ en 2025.

## Biographie
Son grand-père maternel étant décédé lors de la Seconde Guerre mondiale, sa grand-mère se retrouve seule à élever leurs cinq enfants. Sa mère rejoint alors très jeune un atelier de couture avant d'ouvrir sa propre boutique à Rome, mais poussera sa fille Maria Grazia Chiuri à faire des études.
Elle suit une formation à l'Istituto Europeo di Design de Rome, puis débute chez Fendi où elle conçoit des sacs à main.
En 1999, elle intègre la société Valentino, où elle est responsable des lignes d'accessoires de mode. Déjà, elle est approchée par Dior pour s'occuper de la ligne des sacs à main ; proposition trop restrictive, qu'elle refuse. En 2008, lors de la retraite de Valentino Garavani, elle est promue au sein de l'entreprise italienne, co-directrice artistique, aux côtés de Pierpaolo Piccioli, qu'elle connait depuis ses études à l'Istituto Europeo di Design. Ses débuts sont difficiles mais elle sait faire évoluer la marque en quelques années. Ses collections se caractérisent par un style « à l'italienne, romantique et précieux ».
En 2016, elle est nommée, par Sidney Toledano, directrice artistique des collections femme de Christian Dior (haute couture et prêt-à-porter, six collections par an). Succédant à Raf Simons, elle devient la première femme à occuper ce poste depuis la création de la marque en 1946. Ses premiers défilés pour la maison française se caractérisent par son minimalisme et déjà ses revendications féministes.
La collection femme chez Dior a, depuis la création de la marque, été gérée et confectionnée par des hommes ; il en résulte des vêtements parfois inconfortables. En tant que nouvelle directrice artistique de Dior, Maria Grazia Chiuri est dans une position qui lui permet d'utiliser la marque comme une tribune, de faire changer les mentalités, notamment à travers ses créations « plus accessibles qu'avant-gardistes », revendiquant le féminisme dans un milieu pouvant être considéré comme sexiste. Lors d'une interview accordée pour Le Monde le 20 janvier 2020, Maria Grazia Chiuri déclare : « Ma responsabilité en tant que designer, c’est de dire aux femmes qu’elles sont libres de choisir la manière dont elles s’habillent. Si elles ont envie de porter un corset contraignant, c’est leur affaire. Ma collection péplum comporte beaucoup de drapés confortables… Je propose, je n’impose rien. »

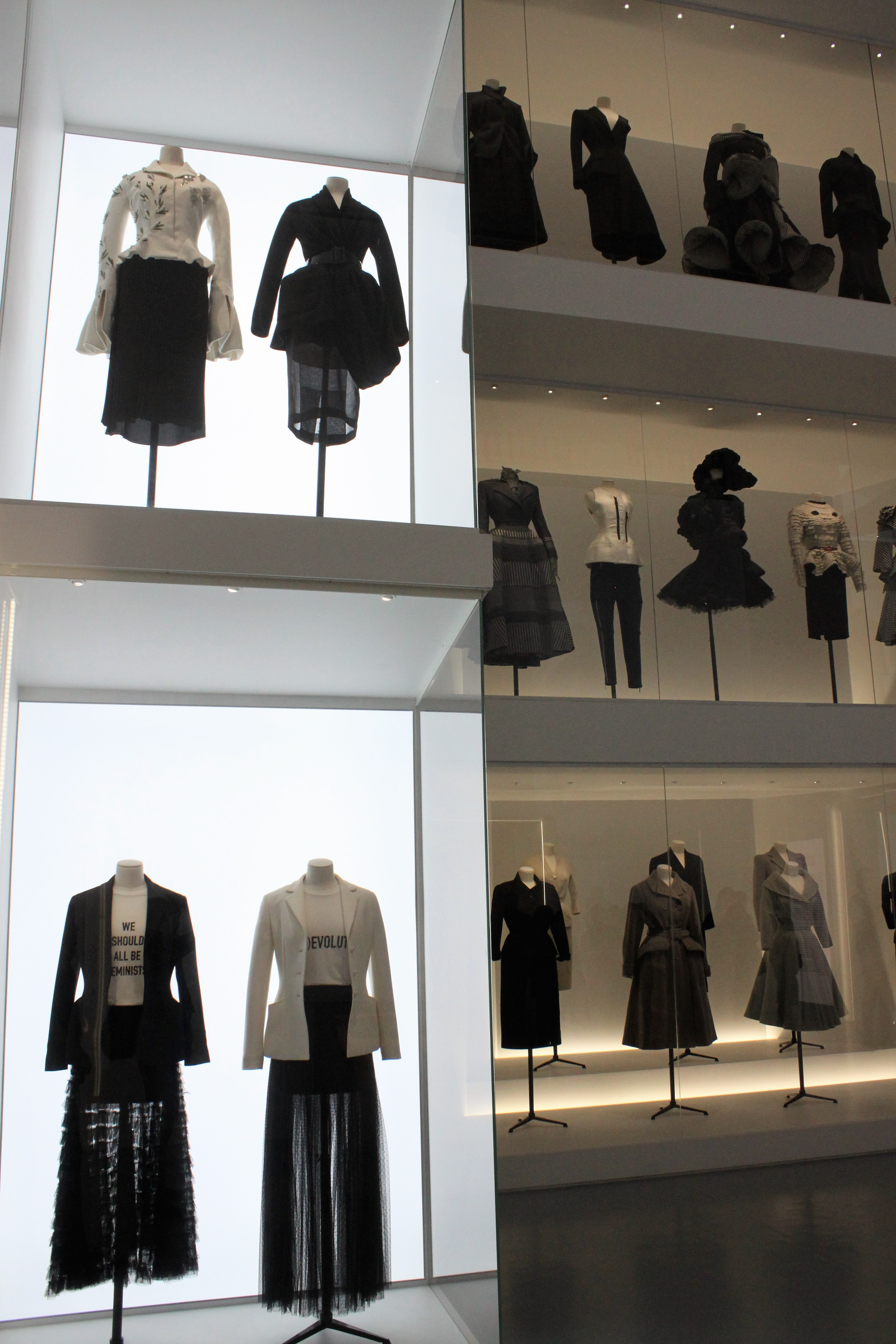
Créations pour Christian Dior Couture, dont certaines de Maria Grazia Chiuri. Musée des Arts décoratifs de Paris.

Le 6 juillet 2020, Maria Grazia Chiuri présente la collection Haute couture Automne-Hiver 2020-2021. En raison de la crise sanitaire, celui-ci est présenté pour la première fois sous la forme d'un film, en collaboration avec Matteo Garrone, un réalisateur de cinéma italien. Ils collaboreront également sur le film de la « collection haute couture printemps-été 2021 ». Pour sa collection croisière du 22 juillet de la même année, la styliste choisit de défiler à Lecce, village au coeur des Pouilles et terre natale de l'Italie du sud, de son père. Malgré le confinement, Maria Grazia et la maison Dior, décident de maintenir la présentation en réelle, mais à huis clos, seuls quelques privilégies y assisteront. Les silhouettes, chères à Maria Grazia Chiuri, rendent hommage aux savoirs-faire des artisans de la région. Préparée à distance avec les artisans et toutes les équipes Dior, la collection sera diffusée en direct sur les réseaux sociaux. Les défilés suivants ont lieu dans des endroits parfois exotiques pour les Occidentaux : à Bombay en mars pour la collection automne-hiver 2023, à Mexico en mai pour la collection suivante. Depuis son arrivée chez Dior, les ventes n'ont fait que progresser. Elle quitte son poste après neuf ans en mai 2025.

## Créations féministes
Sous la direction de Maria Grazia Chiuri, divers vêtements revendiquant le féminisme ont enrichi les collections de la Maison Dior. Par ailleurs, elle invite régulièrement, pour la présentation de ses collections, des artistes engagées.
- Mars 2020 : Des citations du manifeste de Carla Lonzi sont affichées durant la présentation de la collection inspirée des années 1970, telles que « Le patriarcat tue l'amour » ou « Nous sommes toutes clitoridiennes »[12],[18],[19].
- Février 2020 : Lors de la 92e cérémonie des Oscars, Natalie Portman a choisi de porter une cape Dior que Maria Grazia Chiuri confectionne sur mesure. Par-dessus celle-ci était brodé le nom de chacune des réalisatrices qui ont marqué l'histoire du cinéma lors des derniers mois. Ainsi, les noms de certaines réalisatrices étaient visibles : Lorene Scafaria (pour le film Queens avec Jennifer Lopez), Greta Gerwig (Les Filles du docteur March), Lulu Wang (L'Adieu) ou encore Marielle Heller (Un ami extraordinaire)[20].
- Janvier 2020 : Lors d'un défilé Dior très stylisé, mis en scène dans le jardin du Musée Rodin, le podium était bordé de 21 étendards, sur lesquels étaient brodés des phrases féministes, comme par exemple : « Les hommes et les femmes pourraient-ils être égaux [21] ? »
- Septembre 2016 : Le slogan « We should all be feminist »[22] (« Nous devrions tous être féministes »), phrase culte prononcée par l'auteure nigériane et icône du féminisme, Chimamanda Ngozi Adichie, s'est retrouvée imprimée sur des t-shirts blancs de deux mannequins lors du défilé Dior à la Fashion Week de Paris, pour la collection Printemps 2017[23],[24]. Chimamanda Ngozi Adichie apparait d'ailleurs dans une publicité pour Dior[12].
- Février 2024 : Maria Grazia s'inspire de l’héritage de Marc Bohan[25]

## Ouvrages de Maria Grazia Chiuri
En 2021, Maria Grazia Chiuri publie le livre Her Dior: Maria Grazia Chiuri's New Voice. Il présente le travail de 33 photographes ayant travaillé avec Maria Grazia Chiuri et Dior. Ce livre illustre le travail de ces artistes.
Maria Grazia Chiuri est, avec Pierpaolo Piccioli, auteure du livre Valentino : Objects of Couture, publié le 5 novembre 2013. Cet ouvrage présente l'héritage de la conception d'accessoires par la maison Valentino.

## Récompenses et distinctions
- Lundi 1er juillet 2019 : Maria Grazia Chiuri est décorée des insignes de Chevalier de l'ordre national de la Légion d'Honneur des mains de Marlène Schiappa, secrétaire d'Etat chargé de l'égalité entre les hommes et les femmes. Cette récompense a été reçue après le défilé Dior Haute Couture Automne-Hiver 2019-2020. Le prix a été remis pour honorer les valeurs et le message féministe que Maria Grazia Chiuri véhicule au travers de ses collections pour la Maison Dior et de ses collaborations avec des artistes féminines[28].
- 2017 : Maria Grazia Chiuri reçoit le « Glamour Award du designer de l'année », ainsi que le « Glamour Award for The Fashion Force », remis par le magazine Glamour.
- 2015 : Maria Grazia Chiuri reçoit le prix CFDA (Council of Fashion Designers of America) pour ses créations chez Valentino.
- 2024 : prix Neiman Marcus[29],[30],[31].

## Vie privée
Mariée à un Italien, Paolo Regini qui dirige une fabrique de chemises, elle vit à Rome. Le couple a un garçon, ainsi qu'une fille dont elle est très proche.

## Presse
- Anne-Marie Rocco, « Portrait Maria Graia Chiuri : Aiguillon », Challenges, no 549,‎ 18 janvier 2018, p. 48 à 51 (ISSN 0751-4417).